# Kamienica przy ul. Kazimierza Wielkiego 6 w Sanoku
Kamienica przy ul. Kazimierza Wielkiego 6 w Sanoku, także „dom pod Atlasem” – budynek położony w Sanoku.

## Historia
Kamienica została wybudowana przez Karola Gerardisa na początku XX wieku w 1906. Pierwotnie budynek był własnością rodziny Gerardisów, Karola i jego żony Róży (zwanej „Panią Żyrardową”), których córka Stefania wyszła za mąż za Zygmunta Kruszelnickiego (późniejszy właściciel budynku, sędzia sądu okręgowego, adwokat przyjmujący w tejże kamienicy. Obecnie budynek należy do spadkobierców – rodziny Kruszelnickich, która w latach 90. XX wieku odzyskała własność do kamienicy.
Od początku 1919 w budynku urzędował adwokat i obrońca wojskowy dr Efraim Weidman. W okresie II Rzeczypospolitej w najmowanym mieszkaniu na piętrze kamienicy zamieszkiwała rodzina Kosinów, w tym Jan Maciej i jego żona Paulina (wówczas kamienica była pod numerem 8), skąd zostali wysiedleni przez Niemców po wybuchu II wojny światowej.
Budynek bywa określany także jako „kamienica pod Atlasem”, „dom pod Atlasem” lub „Pod Atlantem” – z uwagi na rzeźbę Atlasa na rogu elewacji, której autorem był Stanisław Piątkiewicz (ojciec Stanisława Jana Piątkiewicza). Ponadto zyskał także osobne nazwy: „kamienica pod Pszczółką” tudzież „kamienica pod motylem” – z uwagi na zdobienia na elewacji.
Budynek jest dwufasadowy, dwukondygnacyjny. Fasada zawiera dekoracje secesyjne. W korytarzach wnętrza kamienicy znajdują się zdobienia i malowidła ścienne. W ścianie przy schodach została umieszczona figura Matki Boskiej. Drzwi do budynku posiadają zdobienia. W rogu budynku na elewacji południowej został wykonany zdobiony balkon.
Od 1900, wobec braków wystarczających pomieszczeń w działalności istniejącego nieopodal ówczesnego C. K. Gimnazjum, zostały najęte do tych celów powierzchnie kamienicy Władysława Beksińskiego – dwie sale (ponadto analogicznie także kamienicy przy ul. Sobieskiego 8 i 10 należącej do Władysława Beksińskiego). Od 1913 kamienica była przy ustanowionej wówczas ulicy Kazimierza Wielkiego.
Po wybuchu I wojny światowej wobec zajęcia budynku szkoły przez wojska najeźdźcze (utworzono w nim szpital dla zakaźnie chorych), nauka była szczątkowo wznowiona od 1915 m.in. w budynku kamienicy K. Gerardisa (oraz W. Beksińskiego).
Po zakończeniu II wojny światowej był to tzw. budynek kwaterunkowy pod zarządem miasta. W 1974 dokonano renowacji fasady kamienicy (pracami kierował Wojciech Kurpik), zaś odnowieniem rzeźby Atlasa zajął się Bronisław Naczas. W okresie PRL na parterze mieściła się poradnia dla dzieci wzgl. punkt opieki nad matką i dzieckiem.
Od 1990 trwa sukcesywna odnowa kamienicy (zainstalowano nowe zadaszenie, przewody kominowe, instalacje, w tym grzewcze, części okienne). Na przełomie 2012/2013 wykonano gruntowną renowację elewacji budynku (nadano jej nową kolorystykę, która nawiązuje do pierwotnych barw). Prace przebiegały pod nadzorem konserwatora zabytków. Ponadto zostały wykonany okna na poddaszach z giętego dębu oraz odnowiona balustrada w klatce schodowej. Renowacja 2014 budynku, trwająca do 2014, została przeprowadzona staraniem Pawła Kruszelnickiego.
Budynek został wpisany do rejestru zabytków (1991) oraz do gminnej ewidencji zabytków miasta Sanoka. Wynikiem działań Komisji Opieki nad Zabytkami, powstałej przy oddziale PTTK w Sanoku, w 1978 umieszczono na fasadzie budynku tablicę informującą o zabytkowym charakterze obiektu.
Obecnie w pomieszczeniach parterowych znajdują się obiekty handlowo-usługowe, zaś na piętrach mieszkania.

## Galeria

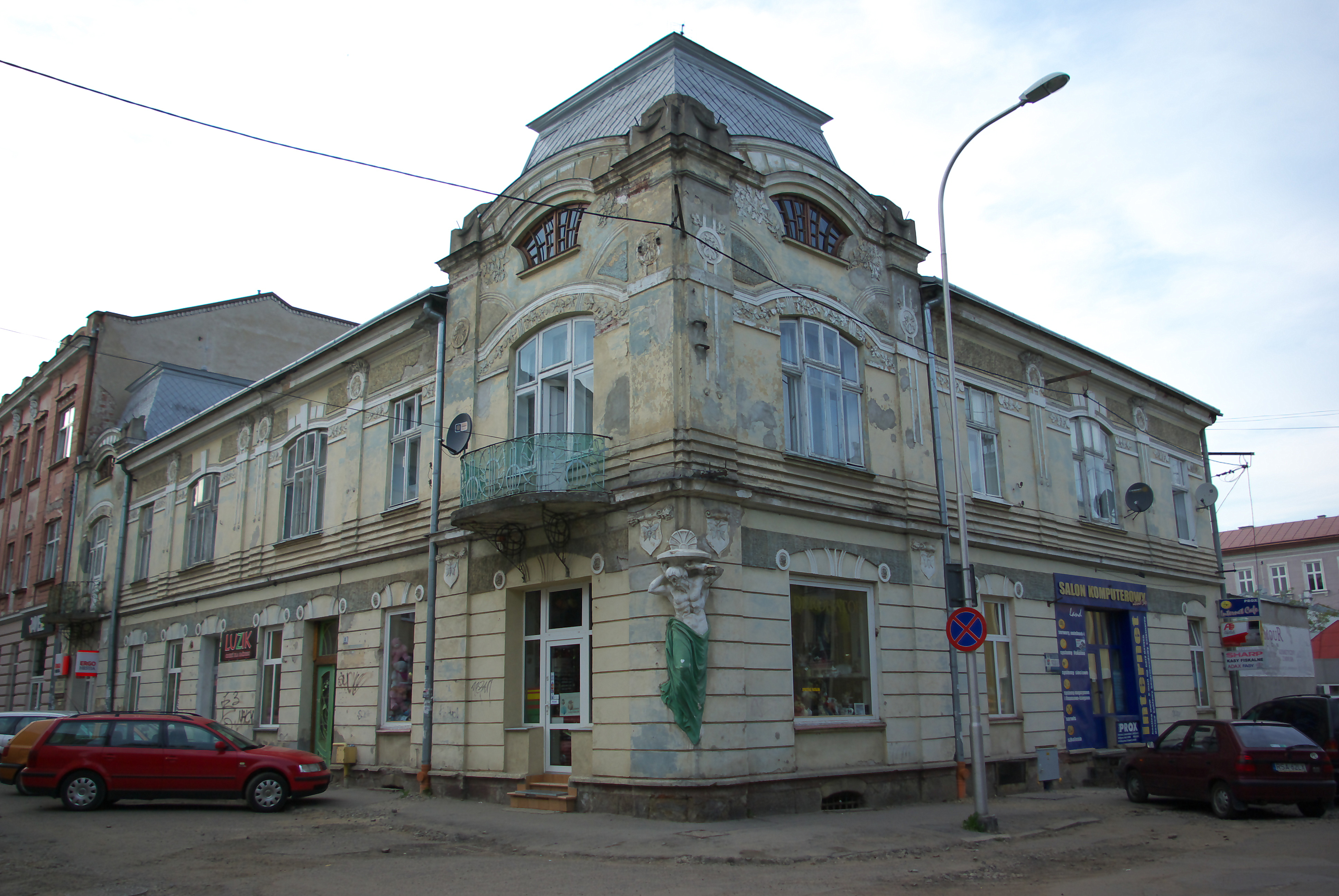
Stan budynku do 2012
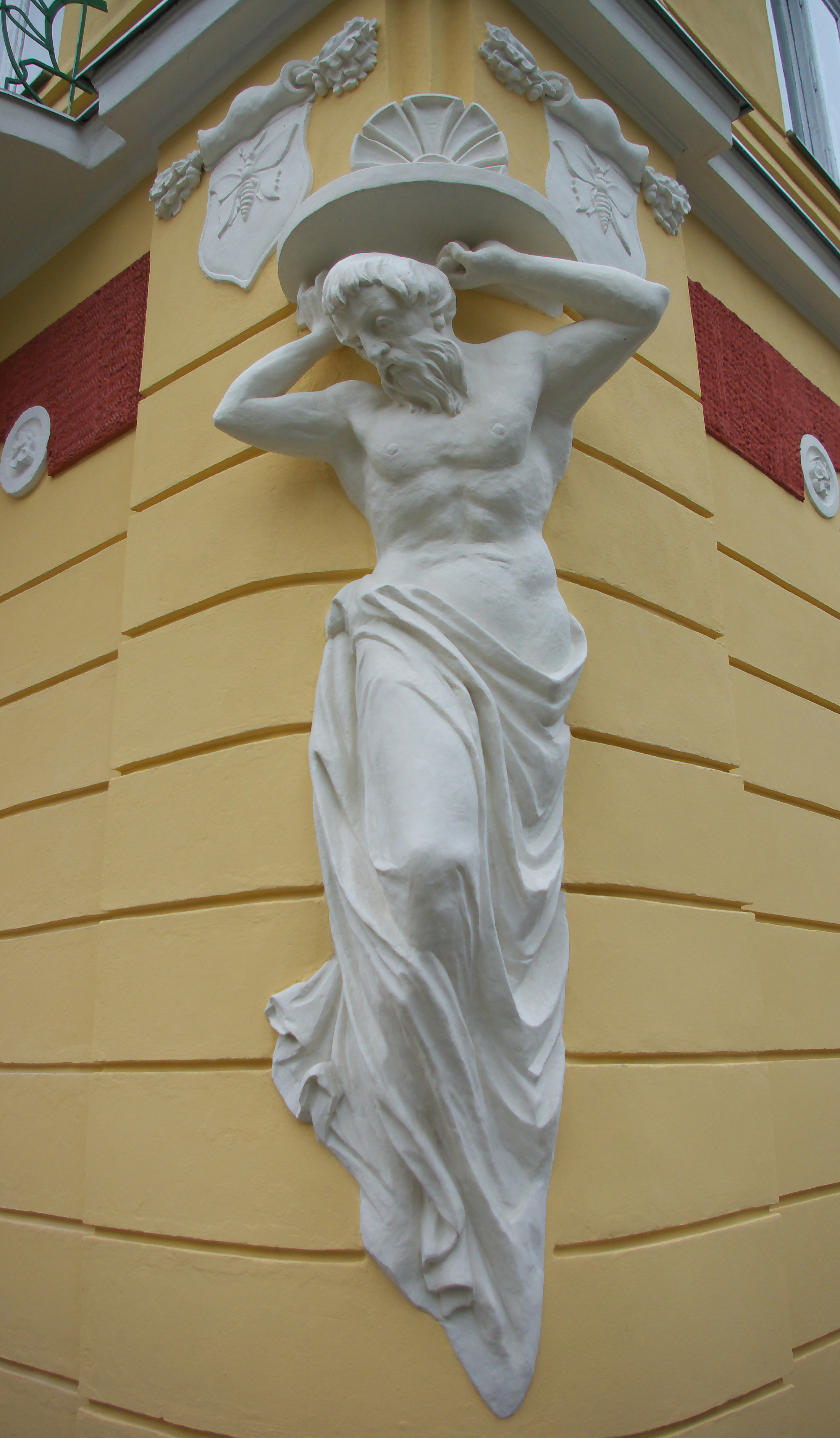
Rzeźba Atlasa
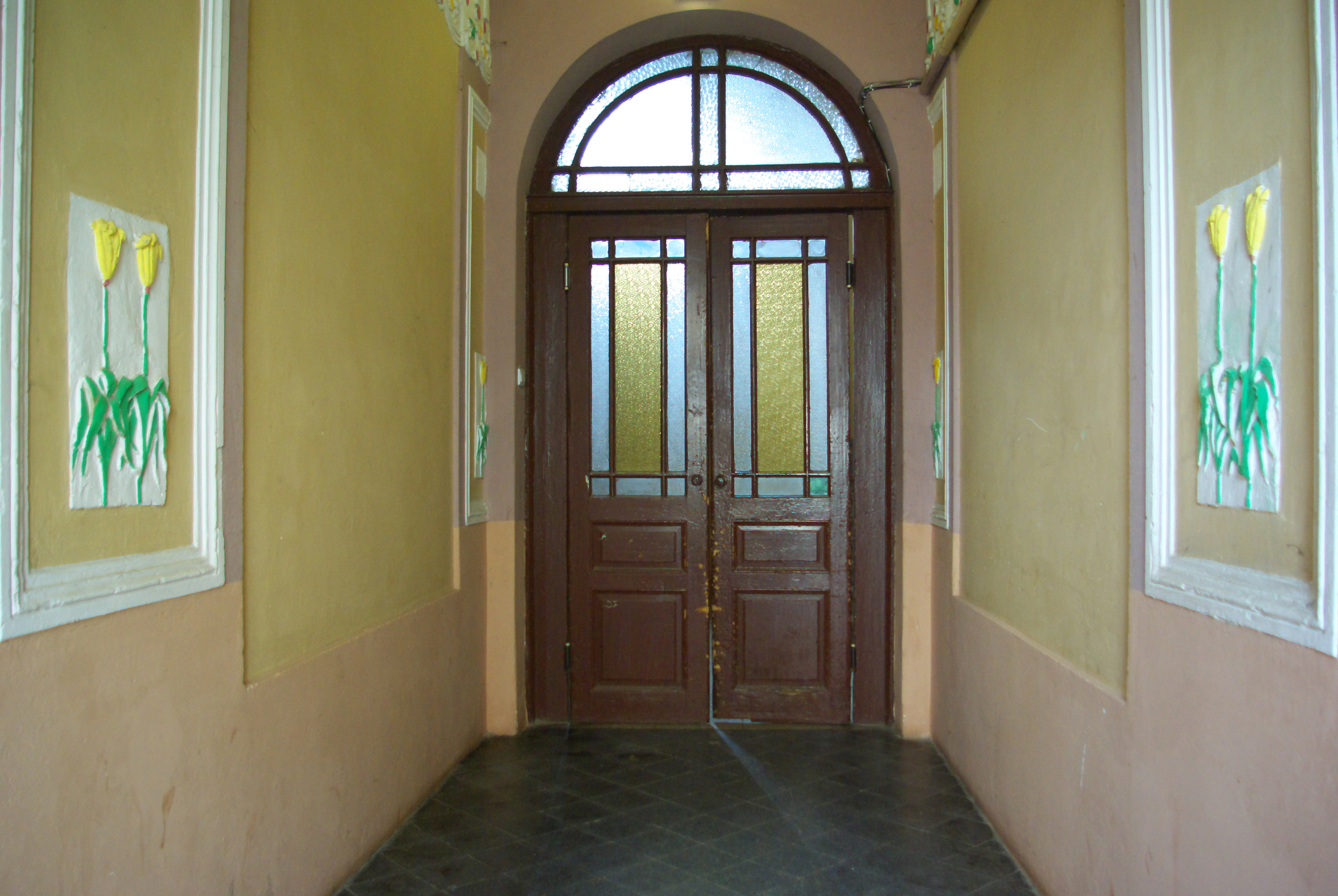
Korytarz wejściowy
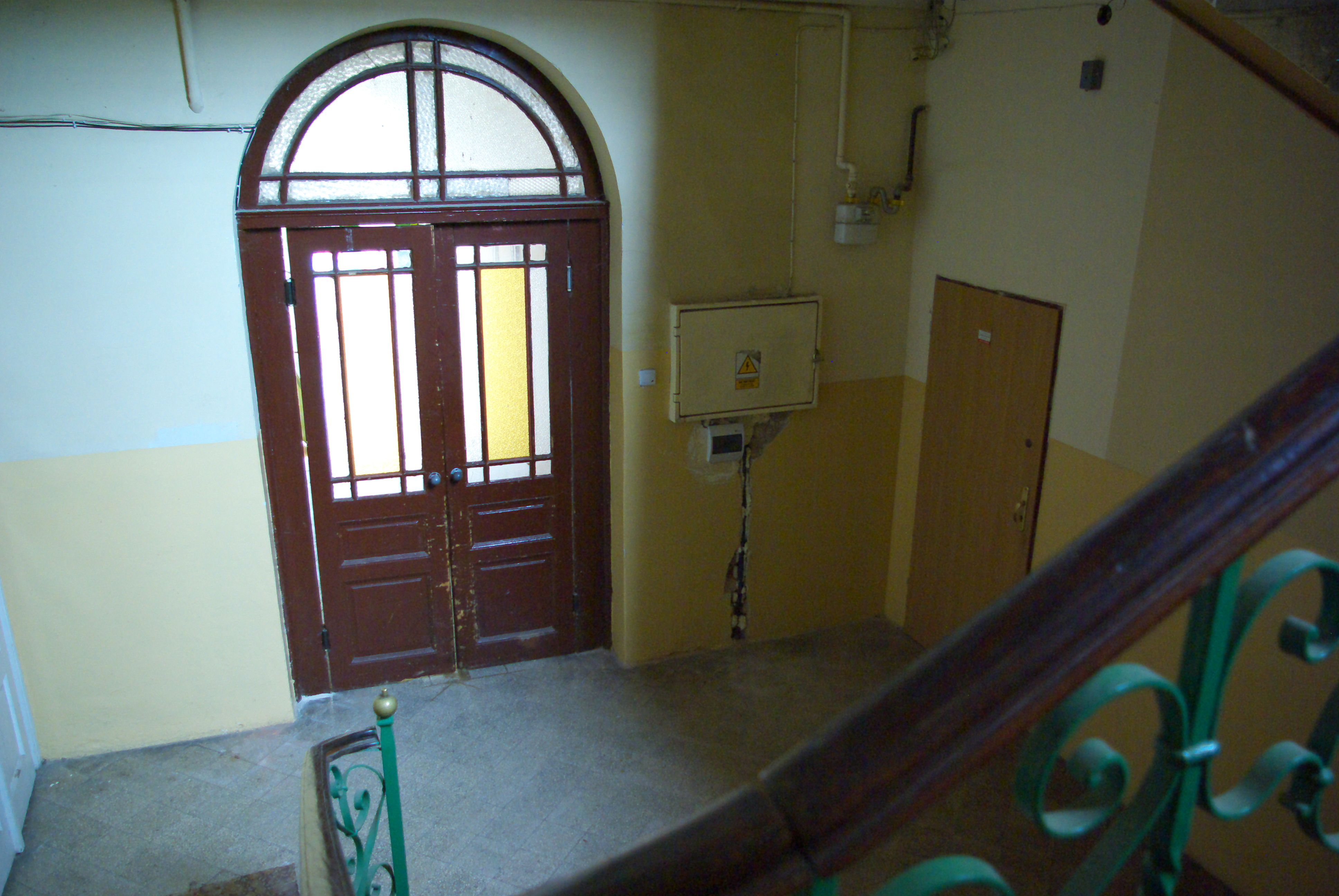
Wnętrze budynku
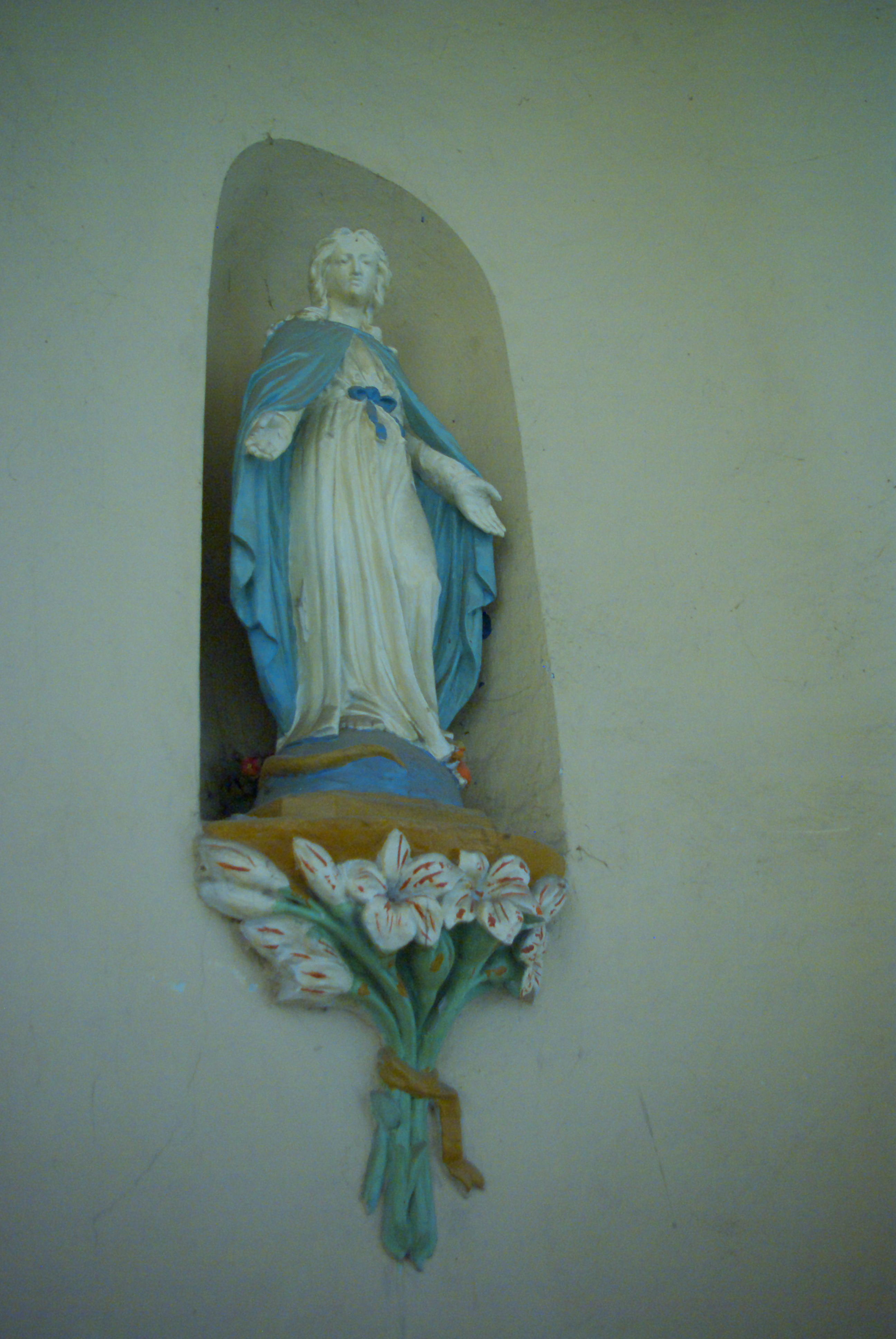
Rzeźba Matki Boskiej na klatce schodowej